# 노르웨이 올림픽 패럴림픽 위원회 체육 연맹
노르웨이 올림픽 패럴림픽 위원회 체육 연맹(노르웨이어: Norges idrettsforbund og olympiske og paralympiske komité)은 노르웨이의 국가 올림픽 위원회이자 국가 패럴림픽 위원회이다. IOC 코드는 NOR이다. 본부는 오슬로에 있으며 유럽 올림픽 위원회에 소속되어 있다.
1900년에 설립되었으며 같은 해에 국제 올림픽 위원회의 승인을 받았다. 200만 명 이상에 달하는 회원과 12,000개에 달하는 스포츠 클럽을 대표하며 19개 주별 체육 연맹, 54개 국가 스포츠 종목 연맹이 소속되어 있다. 또한 올림픽, 유러피언 게임을 비롯한 국제 스포츠 대회에 참가하는 노르웨이의 선수들을 대표한다.

## 같이 보기
- 올림픽 노르웨이 선수단